# Giovanni Serbelloni, II duca di San Gabrio
Giovanni Serbelloni, II duca di San Gabrio (Milano, 22 febbraio 1665 – Gorgonzola, 1º dicembre 1732), è stato un militare, politico e nobile italiano.

## Biografia

### Infanzia
Nato a Milano il 22 febbraio 1665, Giovanni era figlio di Gabrio Giuseppe Serbelloni, I duca di San Gabrio e di sua moglie, la nobildonna romana Livia Lante Montefeltro della Rovere. Per parte di sua madre era diretto discendente dei Duchi di Urbino.

### Matrimonio
Giovanni sposò a Bologna il 23 agosto 1692 la nobildonna Maria Giulia Trotti Bentivoglio (*1669 †1752), figlia di Antonio (*1627 †1684), conte di Casal Cermelli, e di sua moglie, Costanza Litta (*? †1705).

### Carriera amministrativa
Come suo padre, intraprese la carriera amministrativa nel ducato di Milano sotto la sovranità spagnola, divenendo membro del consiglio dei 60 decurioni.

### Carriera militare
Parallelamente, a livello militare, fu maestro di campo della milizia urbana della città di Milano. Nel 1716 ottenne l'incarico di governatore generale della milizia forese e quindi, con lettera patente dell'11 marzo 1718 del Senato di Milano, venne incaricato anche del ruolo di regio assistente della Confraternita di San Pietro di Gorgonzola, dove la sua famiglia teneva feudo.

### Morte
Morì nel suo feudo di Gorgonzola dove si era recato per trascorrere un periodo di riposo, il 1 dicembre 1732.

## Discendenza
Giovanni e Maria Giulia Trotti Bentivoglio ebbero i seguenti figli:
- Gabrio (1693-1774), III duca di San Gabrio, sposò Maria Vittoria Ottoboni
- Fabrizio (1695-1775), cardinale
- Giovanni Battista (1696-1778), feldmaresciallo imperiale
- Galeazzo Serbelloni (morto giovane)
- Costanza, sposò Giovanni Filippo della Torre

## Ascendenza
|                                              |                                                         |                                                             | Genitori                                                       |  |  | Nonni |  |  | Bisnonni                                             |  |  | Trisnonni         |  |
|                                              |                                                         |                                                             |                                                                |  |  |       |  |  | Giovanni Battista Serbelloni, I conte di Castiglione |  |  | Gabrio Serbelloni |  |
|                                              |                                                         |                                                             |                                                                |  |  |       |  |  | Giovanni Battista Serbelloni, I conte di Castiglione |  |  | Gabrio Serbelloni |  |
|                                              |                                                         | Caterina Bellingeri                                         |                                                                |  |  |       |  |  | Giovanni Battista Serbelloni, I conte di Castiglione |  |  |                   |  |
| Giovanni Serbelloni, II conte di Castiglione |                                                         |                                                             |                                                                |  |  |       |  |  | Giovanni Battista Serbelloni, I conte di Castiglione |  |  |                   |  |
|                                              |                                                         | Ottavia Balbi                                               | Fabrizio Balbi                                                 |  |  |       |  |  |                                                      |  |  |                   |  |
|                                              |                                                         | Ottavia Balbi                                               | Fabrizio Balbi                                                 |  |  |       |  |  |                                                      |  |  |                   |  |
|                                              |                                                         | Ottavia Balbi                                               | …                                                              |  |  |       |  |  |                                                      |  |  |                   |  |
| Gabrio Serbelloni, I duca di San Gabrio      |                                                         | Ottavia Balbi                                               |                                                                |  |  |       |  |  |                                                      |  |  |                   |  |
|                                              |                                                         | Gian Girolamo de Marini, II marchese di Castelnuovo Scrivia | Giovanni Battista de Marini, I marchese di Castelnuovo Scrivia |  |  |       |  |  |                                                      |  |  |                   |  |
|                                              |                                                         | Gian Girolamo de Marini, II marchese di Castelnuovo Scrivia | Giovanni Battista de Marini, I marchese di Castelnuovo Scrivia |  |  |       |  |  |                                                      |  |  |                   |  |
|                                              |                                                         | Gian Girolamo de Marini, II marchese di Castelnuovo Scrivia | Luisa Doria                                                    |  |  |       |  |  |                                                      |  |  |                   |  |
| Luigia de Marini                             |                                                         | Gian Girolamo de Marini, II marchese di Castelnuovo Scrivia |                                                                |  |  |       |  |  |                                                      |  |  |                   |  |
|                                              |                                                         | Cecilia Grimaldi                                            | …                                                              |  |  |       |  |  |                                                      |  |  |                   |  |
|                                              |                                                         | Cecilia Grimaldi                                            | …                                                              |  |  |       |  |  |                                                      |  |  |                   |  |
|                                              |                                                         | Cecilia Grimaldi                                            | …                                                              |  |  |       |  |  |                                                      |  |  |                   |  |
| Giovanni Serbelloni, II duca di San Gabrio   |                                                         | Cecilia Grimaldi                                            |                                                                |  |  |       |  |  |                                                      |  |  |                   |  |
|                                              | Marcantonio Lante, marchese di San Lorenzo e Monteleone | Lodovico Lante                                              |                                                                |  |  |       |  |  |                                                      |  |  |                   |  |
|                                              | Marcantonio Lante, marchese di San Lorenzo e Monteleone | Lodovico Lante                                              |                                                                |  |  |       |  |  |                                                      |  |  |                   |  |
|                                              | Marcantonio Lante, marchese di San Lorenzo e Monteleone | Lavinia Maffei                                              |                                                                |  |  |       |  |  |                                                      |  |  |                   |  |
| Ludovico Lante Montefeltro della Rovere      | Marcantonio Lante, marchese di San Lorenzo e Monteleone |                                                             |                                                                |  |  |       |  |  |                                                      |  |  |                   |  |
|                                              |                                                         | Livia Montefeltro Della Rovere                              | Ippolito Montefeltro della Rovere                              |  |  |       |  |  |                                                      |  |  |                   |  |
|                                              |                                                         | Livia Montefeltro Della Rovere                              | Ippolito Montefeltro della Rovere                              |  |  |       |  |  |                                                      |  |  |                   |  |
|                                              |                                                         | Livia Montefeltro Della Rovere                              | Isabella Vitelli                                               |  |  |       |  |  |                                                      |  |  |                   |  |
| Livia Lante Montefeltro della Rovere         |                                                         | Livia Montefeltro Della Rovere                              |                                                                |  |  |       |  |  |                                                      |  |  |                   |  |
|                                              |                                                         | Federico Cesi, II duca di Acquasparta                       | Federico Cesi, I duca di Acquasparta                           |  |  |       |  |  |                                                      |  |  |                   |  |
|                                              |                                                         | Federico Cesi, II duca di Acquasparta                       | Federico Cesi, I duca di Acquasparta                           |  |  |       |  |  |                                                      |  |  |                   |  |
|                                              |                                                         | Federico Cesi, II duca di Acquasparta                       | Olimpia Orsini                                                 |  |  |       |  |  |                                                      |  |  |                   |  |
| Olimpia Cesi                                 |                                                         | Federico Cesi, II duca di Acquasparta                       |                                                                |  |  |       |  |  |                                                      |  |  |                   |  |
|                                              |                                                         | Isabella Salviati                                           | Lorenzo Salviati, marchese di Giuliano                         |  |  |       |  |  |                                                      |  |  |                   |  |
|                                              |                                                         | Isabella Salviati                                           | Lorenzo Salviati, marchese di Giuliano                         |  |  |       |  |  |                                                      |  |  |                   |  |
|                                              |                                                         | Isabella Salviati                                           | Maddalena Strozzi                                              |  |  |       |  |  |                                                      |  |  |                   |  |
|                                              |                                                         | Isabella Salviati                                           |                                                                |  |  |       |  |  |                                                      |  |  |                   |  |